# Coppa di Slovacchia 2019-2020 (pallavolo maschile)
La Coppa di Slovacchia 2019-2020 si è svolta dal 23 ottobre 2019 al 9 febbraio 2020: al torneo hanno partecipato otto squadre di club slovacche maschili e la vittoria finale è andata per la seconda volta al Prievidza.

## Regolamento
Alla competizione, intitolata alla memoria dell'ex pallavolista Štefan Pipa, hanno preso parte otto delle dieci formazioni iscritte all'Extraliga sulla base del piazzamento ottenuto nel campionato 2018-19, abbinate nel tabellone tramite sorteggio; il torneo si è articolato in quarti di finale e semifinali strutturate in gara di andata e ritorno (coi punteggi di 3-0 e 3-1 sono stati assegnati 3 punti alla squadra vincente e 0 a quella perdente, col punteggio di 3-2 sono stati assegnati 2 punti alla squadra vincente e 1 a quella perdente; in caso di parità di punti dopo le due partite è stato disputato un golden set) e finale in gara unica.

## Squadre partecipanti
| Squadra         | Qualificazione                             |
| --------------- | ------------------------------------------ |
| Košice          | 2ª in Extraliga 2018-19                    |
| Prešov          | 5ª in Extraliga 2018-19                    |
| Prievidza       | Campione di Slovacchia                     |
| Slávia Svidník  | 4ª in Extraliga 2018-19                    |
| Spartak Komárno | 6ª in Extraliga 2018-19                    |
| Spartak Myjava  | 7ª in Extraliga 2018-19                    |
| Trenčín         | 7ª nella seconda fase di Extraliga 2018-19 |
| VKP Nitra       | 3ª in Extraliga 2018-19                    |

## Torneo

### Tabellone
|  | Quarti          | Quarti | Quarti |  |                | Semifinali     | Semifinali | Semifinali |  |                | Finale    | Finale |
|  |                 |        |        |  |                |                |            |            |  |                |           |        |
|  | Trenčín         | 1      | 2      |  |                |                |            |            |  |                |           |        |
|  | Trenčín         | 1      | 2      |  |                |                |            |            |  |                |           |        |
|  | Slávia Svidník  | 3      | 3      |  |                |                |            |            |  |                |           |        |
|  | Slávia Svidník  | 3      | 3      |  | Slávia Svidník | 3              | 2          |            |  |                |           |        |
|  |                 |        |        |  | Slávia Svidník | 3              | 2          |            |  |                |           |        |
|  |                 |        |        |  |                | Spartak Myjava | 1          | 3          |  |                |           |        |
|  | Prešov          | 2      | 2      |  |                | Spartak Myjava | 1          | 3          |  |                |           |        |
|  | Prešov          | 2      | 2      |  |                |                |            |            |  |                |           |        |
|  | Spartak Myjava  | 3      | 3      |  |                |                |            |            |  |                |           |        |
|  | Spartak Myjava  | 3      | 3      |  |                |                |            |            |  | Slávia Svidník | 0         |        |
|  |                 |        |        |  |                |                |            |            |  | Slávia Svidník | 0         |        |
|  |                 |        |        |  |                |                |            |            |  |                | Prievidza | 3      |
|  | VKP Nitra       | 3      | 3      |  |                |                |            |            |  |                | Prievidza | 3      |
|  | VKP Nitra       | 3      | 3      |  |                |                |            |            |  |                |           |        |
|  | Spartak Komárno | 2      | 2      |  |                |                |            |            |  |                |           |        |
|  | Spartak Komárno | 2      | 2      |  | VKP Nitra      | 3              | 113        |            |  |                |           |        |
|  |                 |        |        |  | VKP Nitra      | 3              | 113        |            |  |                |           |        |
|  |                 |        |        |  |                | Prievidza      | 1          | 315        |  |                |           |        |
|  | Košice          | 1      | 2      |  |                | Prievidza      | 1          | 315        |  |                |           |        |
|  | Košice          | 1      | 2      |  |                |                |            |            |  |                |           |        |
|  | Prievidza       | 3      | 3      |  |                |                |            |            |  |                |           |        |
|  | Prievidza       | 3      | 3      |  |                |                |            |            |  |                |           |        |

### Risultati

#### Quarti di finale

##### Andata
| 23 ottobre 2019 Mestská športová hala, Nitra Durata: 2h:00 - Spettatori: 120            | VKP Nitra | 3 - 2 | Spartak Komárno | 25-20, 25-16, 22-25, 23-25, 15-13 |
| 24 ottobre 2019 ŠH Spojená škola, Prešov Durata: 1h:55 - Spettatori: 149                | Prešov    | 2 - 3 | Spartak Myjava  | 25-20, 25-19, 23-25, 22-25, 13-15 |
| 23 ottobre 2019 ŠH Stredná športová škola, Trenčín Durata: 1h:35 - Spettatori: 20       | Trenčín   | 1 - 3 | Slávia Svidník  | 23-25, 25-20, 16-25, 12-25        |
| 23 ottobre 2019 Športová hala Hotelová akadémia, Košice Durata: 1h:52 - Spettatori: 244 | Košice    | 1 - 3 | Prievidza       | 25-20, 22-25, 23-25, 21-25        |

##### Ritorno
| 27 novembre 2019 Mestská športová hala, Komárno Durata: 2h:02 - Spettatori: 90 | Spartak Komárno | 2 - 3 | VKP Nitra | 25-23, 20-25, 25-23, 22-25, 12-15 |
| 27 novembre 2019 Mestská športová hala, Myjava Durata: 2h:02 - Spettatori: 395 | Spartak Myjava  | 3 - 2 | Prešov    | 33-31, 20-25, 25-18, 18-25, 15-6  |
| 27 novembre 2019 Mestská športová hala, Svidník Durata: 2h:05 - Spettatori: 65 | Slávia Svidník  | 3 - 2 | Trenčín   | 25-14, 20-25, 25-8, 17-25, 15-11  |
| 27 novembre 2019 Športová hala, Prievidza Durata: 1h:43 - Spettatori: ?        | Prievidza       | 3 - 2 | Košice    | 25-20, 25-22, 23-25, 18-25, 15-6  |

#### Semifinali

##### Andata
| 18 dicembre 2019 Mestská športová hala, Svidník Durata: 1h:33 - Spettatori: 200 | Slávia Svidník | 3 - 1 | Spartak Myjava | 21-25, 25-23, 25-17, 25-22 |
| 9 gennaio 2020 Mestská športová hala, Nitra Durata: 1h:49 - Spettatori: ?       | VKP Nitra      | 3 - 1 | Prievidza      | 30-28, 21-25, 29-27, 25-22 |

##### Ritorno
| 15 gennaio 2020 Mestská športová hala, Myjava Durata: 2h:09 - Spettatori: 420 | Spartak Myjava | 3 - 2 | Slávia Svidník | 20-25, 26-28, 25-18, 27-25, 20-18            |
| 15 gennaio 2020 Športová hala, Prievidza Durata: 1h:47 - Spettatori: 420      | Prievidza      | 3 - 1 | VKP Nitra      | 25-17, 23-25, 25-13, 25-15 Golden set: 15-13 |

#### Finale
| 9 febbraio 2020 Inter hala Pasienky, Bratislava Durata: 1h:17 - Spettatori: 2 500 | Slávia Svidník | 0 - 3 | Prievidza | 17-25, 23-25, 21-25 |